# エコア
株式会社エコア（英: ECORE Co.,Ltd.）は、エネルギー全般の供給を行う企業。福岡県福岡市博多区に本社を置く。

## 概要
株式会社エコアの株主は伊藤忠エネクス株式会社（本社：東京）と株式会社新出光（本社：福岡）である。
2007年（平成19年）4月、両社の子会社でLPガス販売の九州シェア2位の伊藤忠エネクスホームライフ九州株式会社と4位の株式会社イデックスガスが合併し、発足した。

## 沿革
ここでは、前身の伊藤忠エネクスホームライフ九州株式会社、株式会社イデックスガスについても記載する。

### 年表
- 2007年（平成19年）4月 - 株式会社イデックスガスと伊藤忠エネクスホームライフ九州株式会社が合併し、株式会社エコアが発足[3]。
- 2008年（平成20年）
  - 2月 - 福岡県と「災害時等における総合的支援体制に関する協定」を締結大規模災害に備えた支援体制を整備[3]。
  - 3月 - 大分九石販売株式会社（現・九州エナジー株式会社）のLPガス事業と有限会社ガスメイツを取得[3]。
  - 11月 - 宮崎県と「災害時等における総合的支援体制に関する協定」を締結大規模災害に備えた支援体制を整備[3]。
- 2009年（平成21年）3月 - ナポリオートガス株式会社（鹿児島市）の全株式を取得し、当社100 %出資となる[3]。
- 2010年（平成22年）
  - 1月 - 当社100 %出資の有限会社安田商会が有限会社豊州プロパンを吸収合併し、株式会社筑豊エコア（田川市）設立[3]。
  - 5月 - 北九州西営業所（遠賀郡芦屋町）に当社初の体感型ショールーム「エネるーむ芦屋」を開設[3]。
  - 10月 - 白石営業所（杵島郡白石町）に「エネルームふくどみ」開設[3]。
- 2011年（平成23年）8月 - 当社100 %出資の有限会社ガスメイツの社名を株式会社豊肥エコア（竹田市）に変更[3]。
- 2013年（平成25年）
  - 4月 - 当社100 %出資のナポリオートガス株式会社（鹿児島市）を吸収合併[3]。
  - 7月 - 大規模災害発生時の被災地域に対するLPガスの安定供給体制構築を目的とした経済産業省の「中核充填所」として大野城充填所（大野城市）と佐賀充填所（佐賀市）に自家用発電装置・衛星電話設備を新設、日本LPガス団体協議会からの補助金交付が決定[3]。
  - 7月 - 都市ガス事業参画を目的とし、伊藤忠エネクス株式会社から大分県中津市の都市ガス事業を継承[3]。
  - 12月 - 久留米営業所（久留米市）に「エネルームくるめ」開設[3]。
- 2014年（平成26年）12月 - 熊本市内の小学校3校において発電事業、電力供給・販売事業を開始[3]。
- 2015年（平成27年）
  - 4月 - 熊本瓦斯株式会社（合志市）の全株式を取得し、子会社化[3]。
  - 10月 - 株式会社筑豊エコア・株式会社豊肥エコアを吸収合併[3]。
  - 12月 - 小売電気事業者登録完了（小売電気事業者登録番号：A0083）[3]。
  - 12月 - 北九州東営業所（京都郡苅田町）をショールーム併設の新事務所「エネルームかんだ」をオープン[3]。
- 2016年（平成28年）
  - 4月 - 電力の小売自由化に伴い、電力「エコアのeでんき」の販売を開始[3]。
  - 5月 - 伊藤忠エネクス株式会社所有の長崎ガス石油基地（長崎市）のガス貯蔵設備を取得[3]。
  - 8月 - 当社100 %出資の熊本瓦斯株式会社が狩場ガス住機株式会社（熊本市中央区）の全株式を取得し、子会社化[3]。
  - 10月 - 株式会社はしコーポレーションとの共同出資により、当社子会社の株式会社エコア八代ガスセンターの本社を鹿児島県出水市に移転、株式会社エネルギーライン肥薩を設立[3]。
  - 10月 - 宮崎事業所・宮崎営業所（宮崎市）を移転、ショールーム併設の新事務所「エネルームみやざき」をオープン[3]。
  - 10月 - 販売部による取次店方式による販売店への電力販売を開始[3]。
- 2017年（平成29年）
  - 3月 - エコア設立10周年記念式典・記念パーティをグランドハイアット福岡で開催[3]。
  - 3月 - 中期経営ビジョン「ALL ECORE 2021」を策定[3]。
  - 4月 - 通信事業「エコアのeひかり」の販売を開始[3]。
  - 9月 - 中津ガス営業所（中津市）にショールーム併設の事務所、エネルーム中津をオープン[3]。
- 2018年（平成30年）11月 - LPガス・石油製品運送業の協燃運輸株式会社（福岡市博多区）の株式を80 %取得し子会社化[3]。
- 2019年（平成31年）4月 - 当社子会社の熊本瓦斯株式会社、孫会社の有限会社燃料よろずやを吸収合併[3]。
- 2019年（令和元年）9月 - 株式会社熊本LPGセンター（熊本市）へ出資[3]。

### 伊藤忠エネクスホームライフ九州株式会社
- 2001年（平成13年）8月 - 伊藤忠燃料九州ガス株式会社から伊藤忠エネクスホームライフ九州株式会社に社名変更[3]。

### 株式会社イデックスガス
- 2001年（平成13年）4月 - 株式会社新出光傘下のLPガス販売会社8社が統合し、株式会社イデックスガスが発足[3]。
- 2002年（平成14年）10月 - 株式会社新出光のLPガス部門を分社化し、イデックスガスに統合[3]。
- 2006年（平成18年）4月 - 伊藤忠エネクス株式会社、株式会社新出光、伊藤忠エネクスホームライフ九州株式会社、株式会社イデックスガスの4社間で合併準備委員会が発足[3]。
- 2007年（平成19年）1月 - 伊藤忠エネクスホームライフ九州株式会社と株式会社イデックスガスの合併を発表[3]。

## 事業内容
- ガス事業
  - 物流事業
  - LPガス卸事業・直販事業
  - 保安事業
  - オートガス事業
- 電気事業
- 通信事業
- リフォーム事業
- ショールーム展開
- ブランディング活動
- 社会貢献活動

### 都市ガス事業
2013年（平成25年）、伊藤忠エネクス株式会社より大分県中津市における都市ガス事業・プロパンガス事業を譲受し、中津ガス支店・営業所として運営している。この中津市内のガス事業は、2000年（平成12年）に、中津市営ガスの民営化により伊藤忠エネクス（当時は伊藤忠燃料）が中津市から事業を譲受し、運営してきたものである。

#### 中津ガス支店・営業所
- 所在地：大分県中津市大字中殿560-1
- 設備
  - LNGサテライト貯槽：3基（容量計300kl[5]）
  - 有水式ガスホルダー：1基

#### 沿革
- 1956年（昭和31年） - 大分県中津市が市営ガス事業を開始[6]。
- 2000年（平成12年） - 市営ガス事業の民営化のため、中津市は事業譲受者を一般競争入札により選定[6][7]。伊藤忠燃料が落札し、事業を譲受[6][7][8]。
- 2001年（平成13年）7月 - 伊藤忠燃料が伊藤忠エネクスに社名変更[9]。
- 2005年（平成17年） - LNGサテライト施設が完成し、ガス種を13Aに変更[5]。
- 2013年（平成25年）7月 - エコアが伊藤忠エネクスから中津市におけるガス事業を譲受[3]。